# Codage différentiel
Le codage différentiel (appelé aussi compression delta) est une techniques de compression de données sans perte consistant à transformer des données par la série des différences entre données successives. Ce type de codage est particulièrement efficace lorsque les données sont stockées avec leur historique, comme le font les logiciels de gestion de versions.

## Implémentation en C
Le code ci-dessous, en langage C, est une implémentation « naïve » de la compression (et décompression) delta:
```
void

delta_encode
 
(
char
 
*
buffer
,
 
const
 
unsigned
 
int
 
length
)

{

 
char
 
delta
 
=
 
0
;

 
char
 
original
;

 
unsigned
 
int
 
i
;

 
for
 
(
i
 
=
 
0
;
 
i
 
<
 
length
;
 
++
i
)

 
{

 
original
 
=
 
buffer
[
i
];

 
buffer
[
i
]
 
-=
 
delta
;

 
delta
 
=
 
original
;

 
}

}

void

delta_decode
 
(
char
 
*
buffer
,
 
const
 
unsigned
 
int
 
length
)

{

 
char
 
delta
 
=
 
0
;

 
unsigned
 
int
 
i
;

 
for
 
(
i
 
=
 
0
;
 
i
 
<
 
length
;
 
++
i
)

 
{

 
buffer
[
i
]
 
+=
 
delta
;

 
delta
 
=
 
buffer
[
i
];

 
}

}

```

## Exemples d'applications

### Le codage différentiel en HTTP
Un exemple d'utilisation du codage différentiel est la RFC 3229, « Delta Encoding in HTTP » (littéralement « Codage différentiel en HTTP »), qui suggère que les serveurs HTTP devraient être capable de transmettre les mises à jour des pages Web sous forme de différences entre les versions (deltas), dans le but de réduire le trafic Internet généré, étant donné que la plupart des pages n'évoluent que très lentement, et ne sont pas totalement modifiées à chaque mise à jour.

### VCDIFF
VCDIFF est un format standard de codage différentiel, décrit dans la RFC 3284. Xdelta et open-vcdiff sont des exemples de logiciels libres implémentant ce format.

### GDIFF
Le Generic Diff Format (GDIFF) est un autre format de codage différentiel. Il a été proposé au W3C en 1997. Dans ce nombreux cas, VCDIFF produit un meilleur taux de compression que GDIFF.

### Diff
Pour un article plus général, voir Diff.
Diff est un outil de comparaison de fichiers principalement utilisé pour les fichiers texte.